# Lars Veldwijk
Lars Veldwijk (* 21. August 1991 in Uithoorn) ist ein niederländisch-südafrikanischer Fußballspieler.

## Karriere

### Verein

#### Erste Stationen
Lars Veldwijk debütierte in der Saison 2010/11 für den niederländischen Zweitligisten FC Volendam. Im Sommer 2011 wechselte er zum Erstligisten FC Utrecht und bestritt in der Eredivisie 2011/12 fünf Ligaspiele für seine Mannschaft. Zu Beginn der neuen Spielzeit 2012/13 verlieh ihn der FC Utrecht an den zweitklassigen FC Dordrecht. Veldwijk (31 Ligaspiele/14 Treffer) schloss die Eerste Divisie mit seinem Team als Tabellenneunter ab und weckte mit seinen Treffern das Interesse anderer Vereine.

#### Excelsior Rotterdam
Am 1. Juli 2013 verpflichtete ihn Excelsior Rotterdam für die neue Spielzeit. Der Verein hatte die vergangene Saison lediglich als Tabellenfünfzehnter beendet, konnte die neue Spielzeit 2013/14 jedoch dank 30 Ligatoren vom Torschützenkönig Lars Veldwijk deutlich erfolgreicher gestalten. Als Tabellendritter der regulären Saison zog Excelsior in die Play-offs ein. Nach zwei Siegen gegen den FC Den Bosch erreichte der Verein nach einem Erfolg über den RKC Waalwijk (2:0 und 2:2) den Aufstieg in die erste Liga. Veldwijk erzielte in den vier Play-off-Spielen weitere vier Treffer und steigerte sich damit auf 34 Ligatore.

#### Nottingham Forest
Am 12. Juni 2014 wechselte der 22-Jährige zum englischen Zweitligisten Nottingham Forest und unterzeichnete einen Dreijahresvertrag. Nach einer unbefriedigenden ersten Spielzeit in England, wurde er im Sommer 2015 für die Saison 2015/16 an den niederländischen Erstligisten PEC Zwolle ausgeliehen.

#### KV Kortrijk
Zur Saison 2016/17 unterschrieb Veldwijk einen Vertrag bei KV Kortrijk. Er wurde im März 2017 bis zum Saisonende vom norwegischen Verein Aalesunds FK ausgeliehen.

#### Rückkehr in die Niederlande
Die Saison 2017/18 verbrachte der Stürmer beim FC Groningen und wechselte ein Jahr später zu Sparta Rotterdam. Hier erzielte er in seiner ersten Spielzeit 24 Tore und verhalf dem Verein damit zum Aufstieg in die Eredivisie.

#### Jeonbuk Hyundai Motors
In der Winterpause 2019/20 wechselte er zum südkoreanischen Erstligisten Jeonbuk Hyundai Motors. Hier stand er bis Juli 2020 unter Vertrag. In zehn Erstligaspielen erzielte er ein Tor und gewann damit auch die nationale Meisterschaft. Außerdem kam Veldwijk in einer Partie der AFC Champions League gegen den australischen Vertreter Sydney FC (2:2) zum Einsatz.

#### Suwon FC
Am 17. Juli 2020 wechselte er zum südkoreanischen Zweitligisten Suwon FC nach Suwon. 2020 wurde er mit dem Verein Vizemeister und stieg anschließen in die erste Liga auf. Für das Fußballfranchise bestritt er 110 Ligaspiele. Dabei erzielte er 40 Tore. Nach vier Spielzeiten wurde sein Vertrag im September 2023 nicht verlängert.

#### CD Castellón
Nach kurzer Vereinslosigkeit unterschrieb er am 1. Februar 2024 in Spanien einen bis Saisonende datierten Vertrag beim Drittligisten CD Castellón Für den Verein aus Castelló de la Plana bestritt er sechs Ligaspiele.

#### BG Pathum United FC
Im Sommer 2024 zog es ihn wieder nach Asien. In Thailand unterzeichnete er einen Vertrag beim Erstligisten BG Pathum United FC. Nachdem er bei dem Erstligisten nicht zum Einsatz gekommen war, wurde sein Vertrag im November 2024 aufgelöst.

#### Gulf United FC
Am 24. Januar 2025 schloss sich Veldwijk dem Gulf United FC in den Vereinigten Arabischen Emiraten an, einem Zweitligisten aus der Hauptstadt Dubai.

## Nationalmannschaft
Von 2016 bis 2019 absolvierte Veldwijk acht Partien für die südafrikanische A-Nationalmannschaft, davon fünf während des Afrika-Cups 2019 in Ägypten.

## Erfolge
- Südkoreanischer Meister: 2020

## Auszeichnungen
Eerste Divisie
- Torschützenkönig: 2013/14